# Rokytská horka
Rokytská horka (410 m n. m.), jindy též jen Horka, je vrch na okraji okresu Česká Lípa a Libereckého kraje, ležící 2 km severně od Horní Rokyté, na katastrálním území sídla Jabloneček. Je to nejvyšší vrchol celé Jizerské tabule.

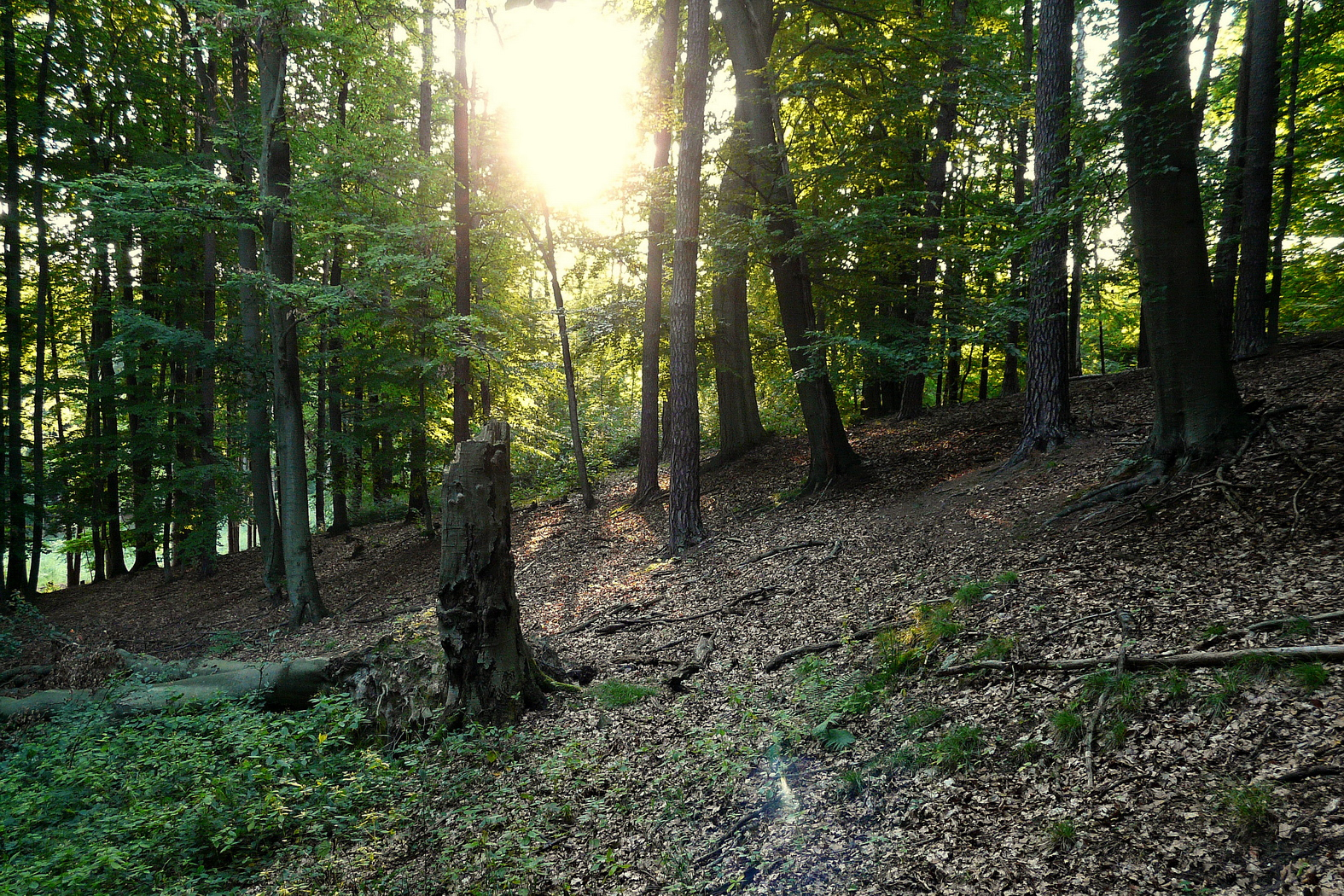
Jižní, nejstrmější svah Rokytské horky

Na vrcholu kopce jsou drobné jámové dobývky a řídká vulkanitová suť. Výhledy na Mladoboleslavsko jsou možné jen z jižního lučinatého svahu. 400 metrů od vrcholu se nalézá plot obory Židlov, přes který lze přelézt po tzv. přelízkách. V okruhu 2 kilometrů zhruba severním směrem v oboře Židlov (již v sousední Českodubské pahorkatině), leží další dva podobné vrchy s podobnou výškou i názvem, Židlovská horka (409 m) a Prosíčská horka (408 m).

## Geomorfologické zařazení
Vrch náleží do celku Jizerská tabule, podcelku Středojizerská tabule, okrsku Bělská tabule a podokrsku Radechovská pahorkatina.

## Přístup
Nejbližší dojezd automobilem je k lesní silnici Rokytá – Mukařov. Dále pokračovat pěšky po jedné z cest. Na samotný vrchol nevede žádná oficiální cesta.